# Stachytarpheta bicolor
Stachytarpheta bicolor là một loài thực vật có hoa trong họ Cỏ roi ngựa. Loài này được Hook.f. miêu tả khoa học đầu tiên năm 1865.